# Яніна Стрембош

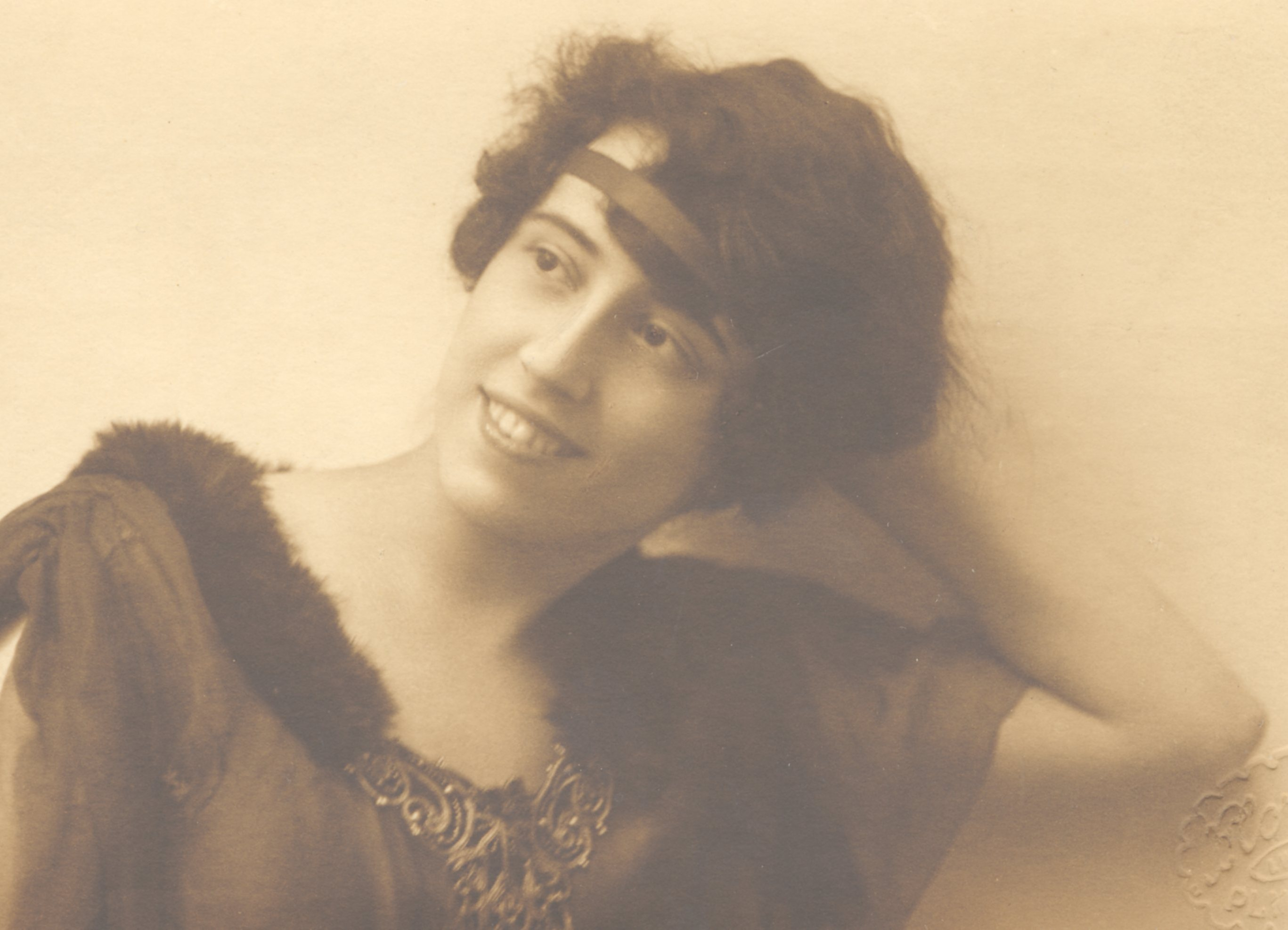
Яніна Стшембош у 1933 році

Яніна Стшембош (31 серпня 1908 , Львів, Королівство Галичини та Володимирії, Австро-Угорщина  — 21 грудня 1991 , Краків ) — польська танцівниця, хореограф, педагог, публіцист, піаністка, диригент і режисер, та одна з найвідоміших персон польського танцю 20 століття. Учениця Айседори Дункан.

## Раннє життя та освіта
Яніна Стшембош походила із польської поміщицької родини. Її батько Маріан Стшембош закінчив юридичний факультет Ягеллонського університету та навчався живопису у Франца фон Ленбаха в Мюнхені. У 1900 році він став членом «Kunstverein» і регулярно виставляв свої роботи, переважно портрети. Її мати, Гелена Стшембош, уроджена Цієнська, була піаністкою та ученицею Едварда Гріга. Вона походила з польської аристократичної родини з сильним зв'язком з мистецтвом. Її бабуся, Мальвіна Цієнська, уроджена Мальчевська, була талановитою піаністкою і ученицею Ференца Ліста.
Стржембош провела своє раннє життя в Мюнхені, Німеччина. Навчалася класичного фортепіано в консерваторії. З 1913 року вона була ученицею Айседори Дункан. Протягом шкільних років вона навчалася з Айседорою в Мюнхені, Цюріху, Берліні, Флоренції, Парижі та Монте-Карло. Вона була однією з небагатьох, хто отримав диплом школи Айседори. Під час свого перебування в Мюнхені вона брала уроки ритміки у Рудольфа Боде, вивчала класичний балет у Люсі Кізельгаузен в студії Віри Орнеллі, брала уроки жестів у школі Франсіси Цвінгманн і навчалася акторської майстерності/режисури у Макса Рейнгардта у Відні. Вона також відвідувала різноманітні курси по Європі, наприклад, у Мері Вігман у Дрездені, Рудольфа фон Лебана в Берліні та Гаральда Кройцберга у Відні.

## Робота
Після Другої світової війни Стшембош переїхала до Кракова у Польщі. У 1946—1948 роках працювала викладачкою сценічного руху та образотворчого мистецтва в Національній академії театрального мистецтва АСТ у Кракові під патронатом Людвіка Сольського. Пізніше Юліуш Остерва, який залучив її до цієї роботи, сказав; «У нашій школі буде Айседора Дункан». У 1947 році Стшембош заснував хореографічний інститут у складі Народного музичного інституту в Лодзі, який через фінансові проблеми розпався у 1951 році. Різноманітні навички та знання Стшембош дозволили їй співпрацювати з багатьма мистецькими інституціями в Кракові, такими як Національний Старий Театр Олени Моджеєвської у Кракові, Театр Юліуша Словацького, Театр, Гротескний театр, Театр юного глядача та Краківське оперне товариство. З 1949 року працювала в Губернському будинку культури профспілок, згодом Краківському центрі культури у Palace «Under the Rams», де вона керувала клубом інструкторів, пропонуючи курси хореографії та кваліфікації під патронатом Міністерства культури і мистецтва.
У 1977—1981 роках  Яніна Стрембош працювала в Танцювальній студії з «Мімусом» — драматичним танцювальним колективом. Стшембош створив багато художніх п'єс, наприклад Poprzez wieki (Крізь віки), Suita tańców historycznych XVI wieku (Сюїта історичних танців 16 століття), Otrzęsiny drukarskie (Рештки друку). У 1979—1989 рр. Стрембош також працювала з Ars Antiqua, історичним танцювальним колективом, над Listy z okresu Romantyzmu (Листи з періоду романтизму), Nie masz to, jak król Jan III Sobieski (Ви не маєте цього, як король Ян III Sobieski), Polonia, Przebaczam (я прощаю), Tajemniczy uśmiech Mony Lisy (таємнича посмішка Мони Лізи), Станіслав і Анна Oświecimowie (Станіслав і Анна Oświecim), Aleksandro Cagliostro, Intryg Intryg Intryga in Augusta Август і Варвара)).